# ARAG Group
ARAG Group is een internationaal opererende verzekeraar uit Duitsland. ARAG staat voor Allgemeine Rechtsschutz-Versicherungs-AG. Het hoofdkantoor is gevestigd in de ARAG Tower in Düsseldorf. Wereldwijd werken er zo'n 4700 mensen bij het bedrijf. ARAG Group zette in 2021 meer dan 2 miljard euro om. Het bedrijf is de grootste verzekeraar die in het bezit is van een familie, en in 2021 waren er 12,2 miljoen polissen in portefeuille. Vandaag de dag is de ARAG Groep de grootste familieverzekeraar in Duitsland en wereldwijd de grootste juridische verzekeraar.

## Geschiedenis

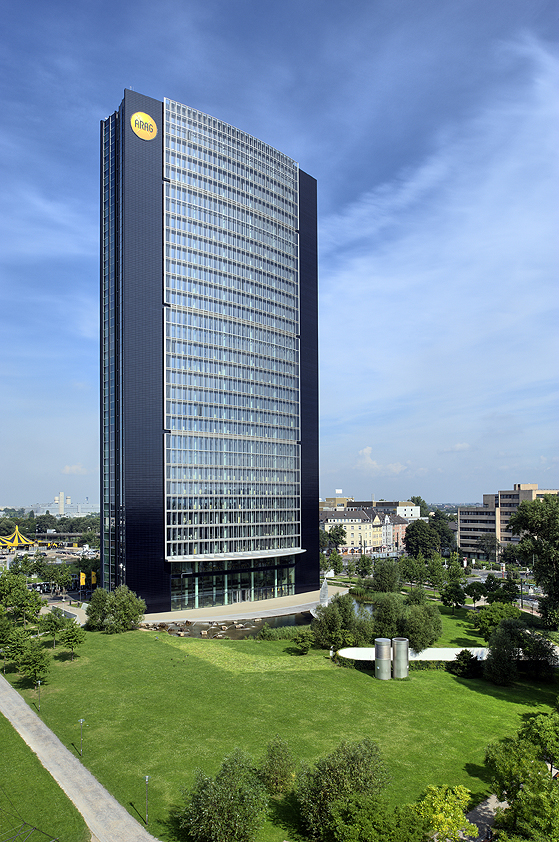
ARAG Tower, Düsseldorf

ARAG Group werd in 1935 opgericht onder de naam Deutsche Auto-Rechtsschutz-AG (DARAG) door de Düsseldorfse ondernemer en advocaat Heinrich Faßbender. Zijn motto luidde: Alle burgers moeten in staat zijn om hun rechten te doen gelden, niet alleen degenen die het kunnen betalen. In 1949 bereidde hij het bedrijf uit door zich niet alleen te richten op autoverzekeringen, maar ook in andere takken van verzekeringen te gaan. In 1962 begon ARAG Group met het aanbieden van levensverzekeringen en in 1985 kwamen daar ook de zorgverzekeringen bij als gevolg van de overname van andere verzekeraars. Later werden ook andere, internationale verzekeraars overgenomen, waardoor het bedrijf nu dochterondernemingen heeft in veertien landen.
In 2001 verhuisde ARAG Group naar het nieuwe hoofdkantoor in de ARAG Tower in Düsseldorf. Dit gebouw werd ontworpen door Lord Norman Foster en het Düsseldorfse bedrijf RKW Rhode Kellermann Wawrowsky Architektur + Städtebau.

## Structuur
ARAG Holding SE is de holdingmaatschappij voor de ARAG-Group. De bedrijven voor onder andere persoonlijke verzekeringen vallen onder deze holding. Paul-Otto Faßbender is de grootste aandeelhouder en is tevens voorzitter van de management board van de Holding. De andere leden van de raad van bestuur zijn Klaus Heiermann en Sven Wolf. De management board van ARAG SE is verantwoordelijk voor het strategisch management van de ARAG Group en bestaat uit de leden Renko Dirksen, Matthias Maslaton,  Hanno Petersen, Joerg Schwarze en Werenfried Wendler.

## ARAG in Nederland en België
ARAG Group zit sinds 1962 in Nederland en wordt geleid door Marc van Erven. Het bedrijf heeft in Nederland zo'n 770 medewerkers en zet ongeveer 175 miljoen euro om per jaar. Het hoofdkantoor van de Nederlandse tak is gevestigd in Leusden. Verder zijn er kantoren in  Den Haag, Amsterdam, Rotterdam en Roermond.
In België is ARAG sinds 1965 actief en begon als Assurance Risques Automobiles et Généraux. Het heeft in België verschillende bedrijven overgenomen, zoals Deurag, Protector, Défense et Recours, Défense Industrielle et Commerciale Anversoise (DICA) en Justitia. Het hoofdkantoor van de Belgische tak bevindt zich in Brussel.

## Sponsoring
ARAG sponsort verschillende sportclubs die zich in veel gevallen in en rond Düsseldorf bevinden. Zo zijn ze betrokken bij tafeltennis, paardensport, skiën en de rolstoelsport. In Nederland is ARAG partner van de KNVB scheidsrechters betaald voetbal en werkt ze samen met onder andere Hulphond Nederland en de Voedselbank. 